# Kreuzweg (Königheim)
Der Kreuzweg in Königheim, einer Gemeinde im  Main-Tauber-Kreis in Baden-Württemberg, befindet sich am Kachelberg zwischen Königheim, Gissigheim und Dittwar. Der Freilandkreuzweg steht unter Denkmalschutz.

## Lage
Der Freilandkreuzweg befindet sich am Rande des Ortes. Er beginnt an einer breiteren Straße am Kachelberg, die sich etwas oberhalb einer Unterführung der Bundesstraße 27 des Brehmbachtalradwegs befindet, die parallel zur B 27 verläuft. Nach der zweiten Station an der breiten Straße zweigt der Kreuzweg als Pfad nach rechts ab und zieht sich durch teilweise steile Passagen bis an den Gipfel des Kachelbergs, wo sich ein Kreuz befindet.

## Kreuzwegstationen
Der Königheimer Kreuzweg am Kachelberg umfasst die folgenden 14 Stationen:

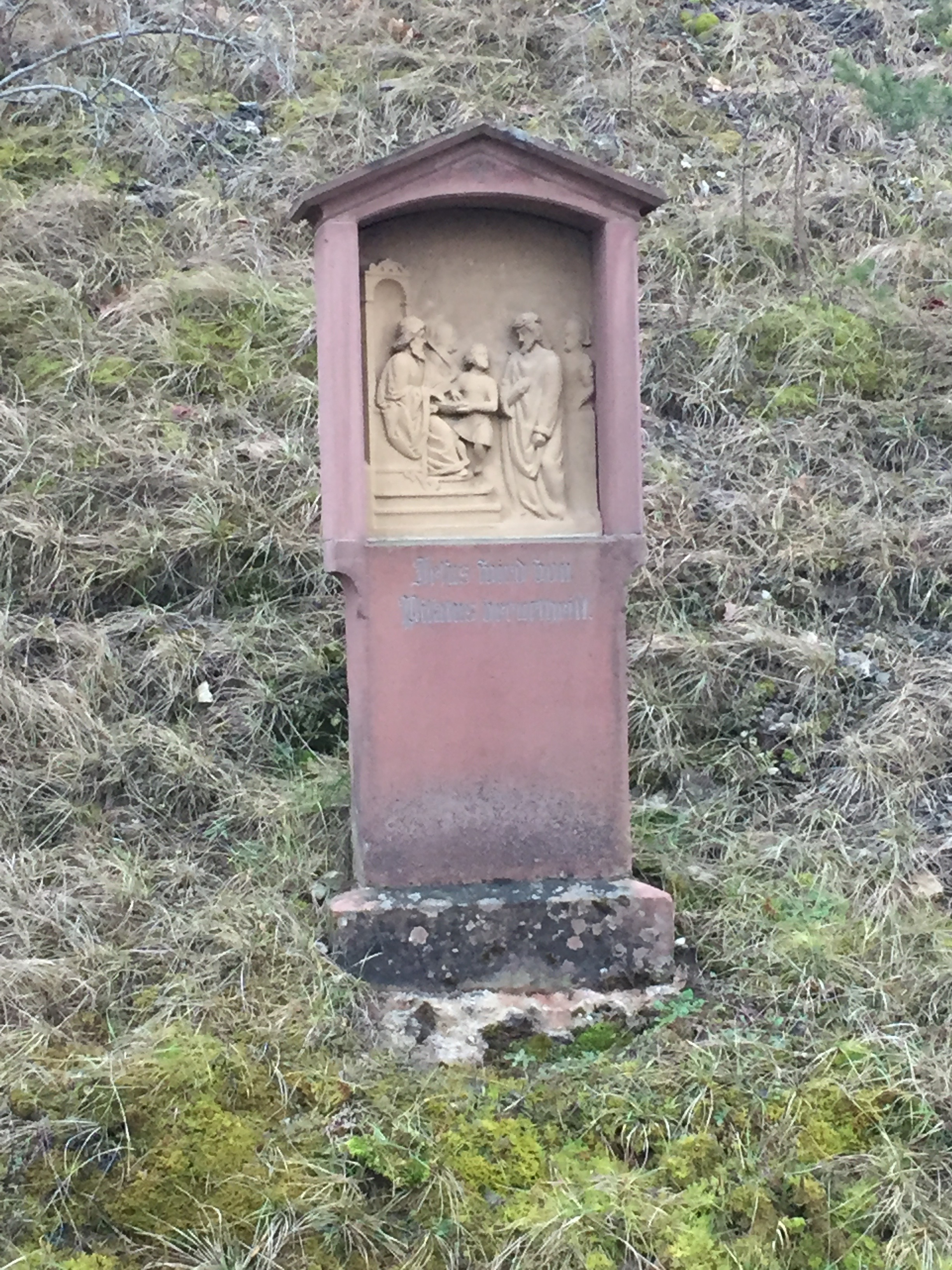
I. Jesus wird zum Tode verurteilt
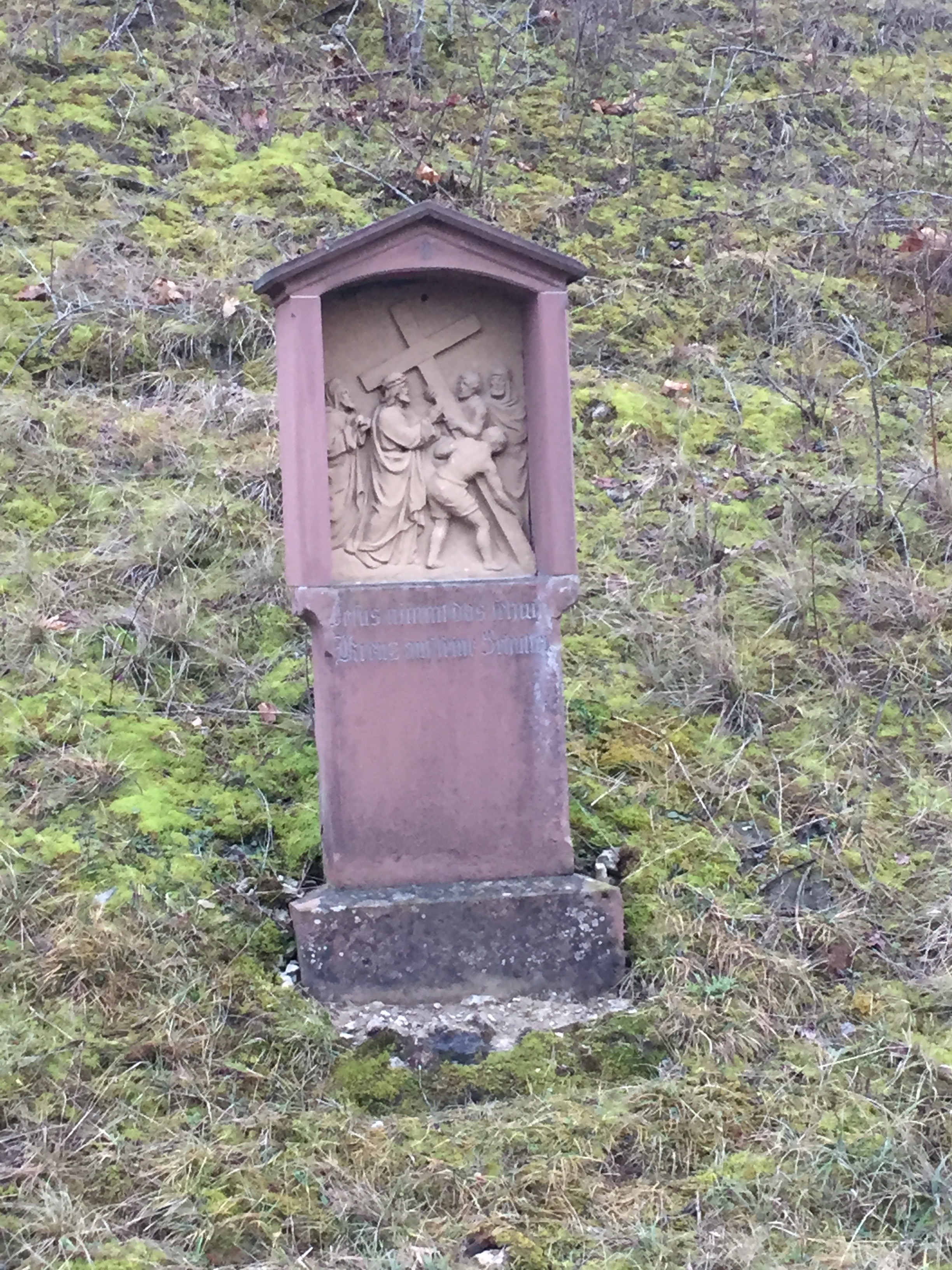
II. Jesus nimmt das Kreuz auf seine Schultern
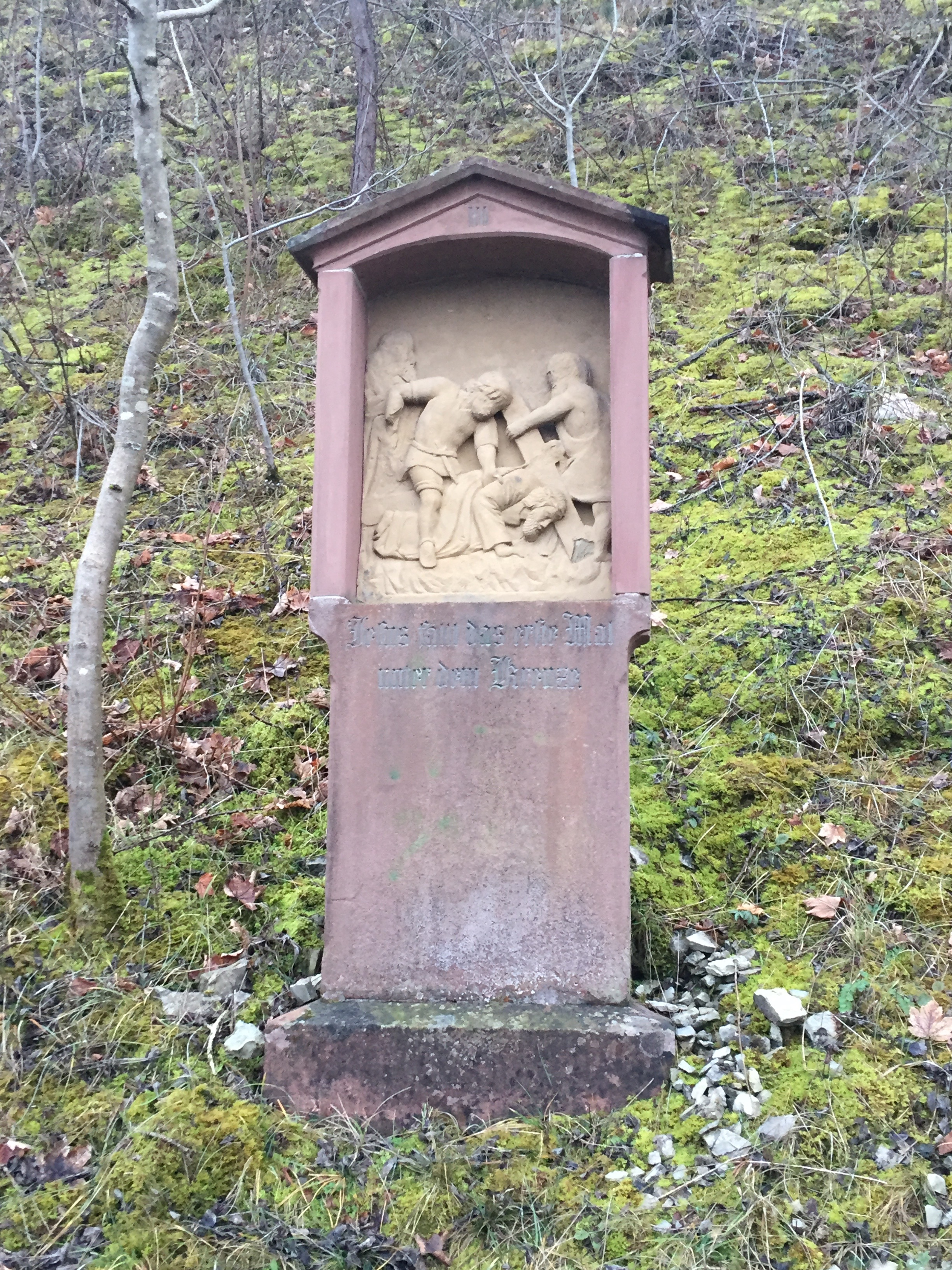
III. Jesus fällt zum ersten Mal unter dem Kreuze
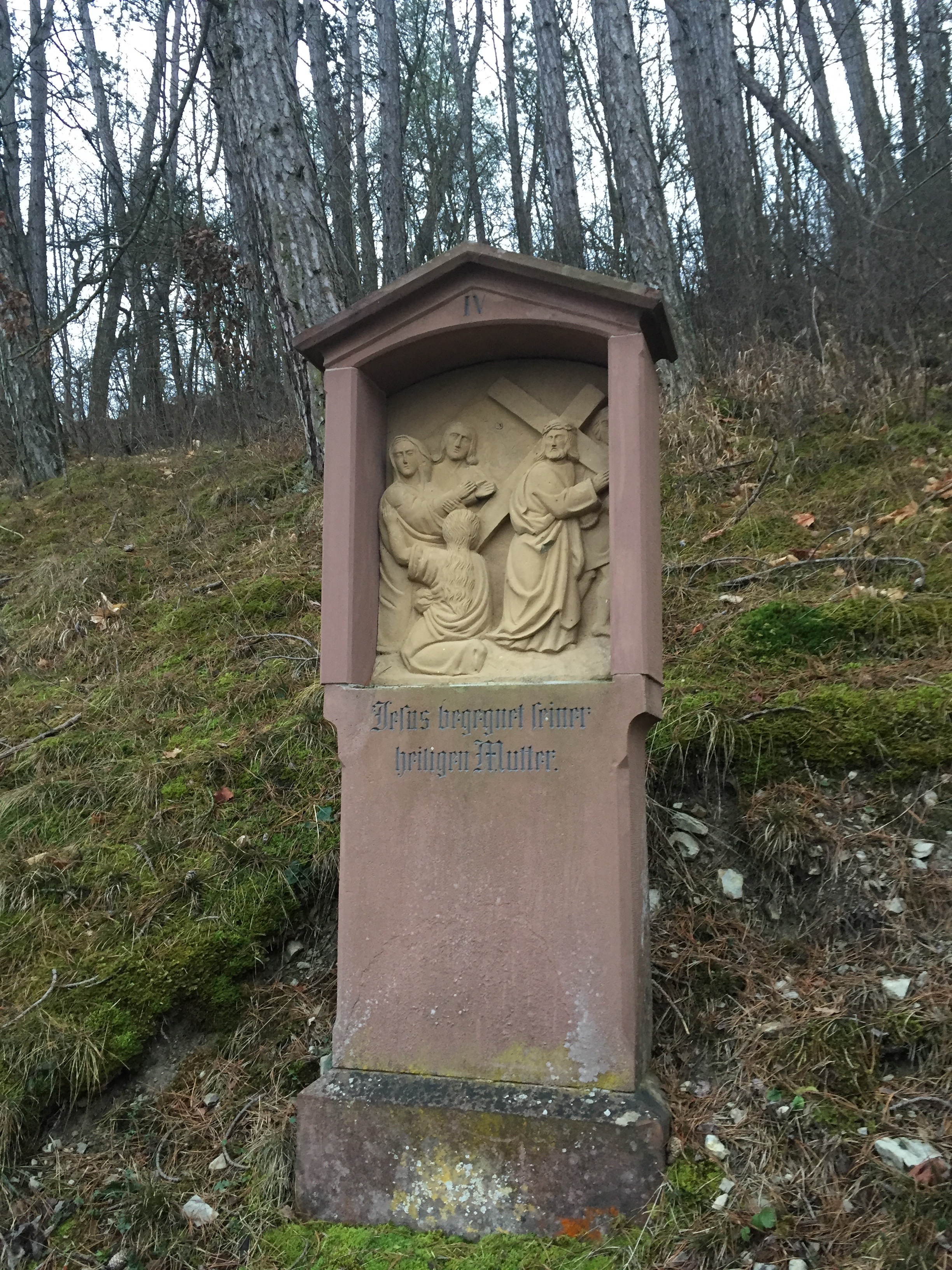
IV. Jesus begegnet seiner hl. Mutter
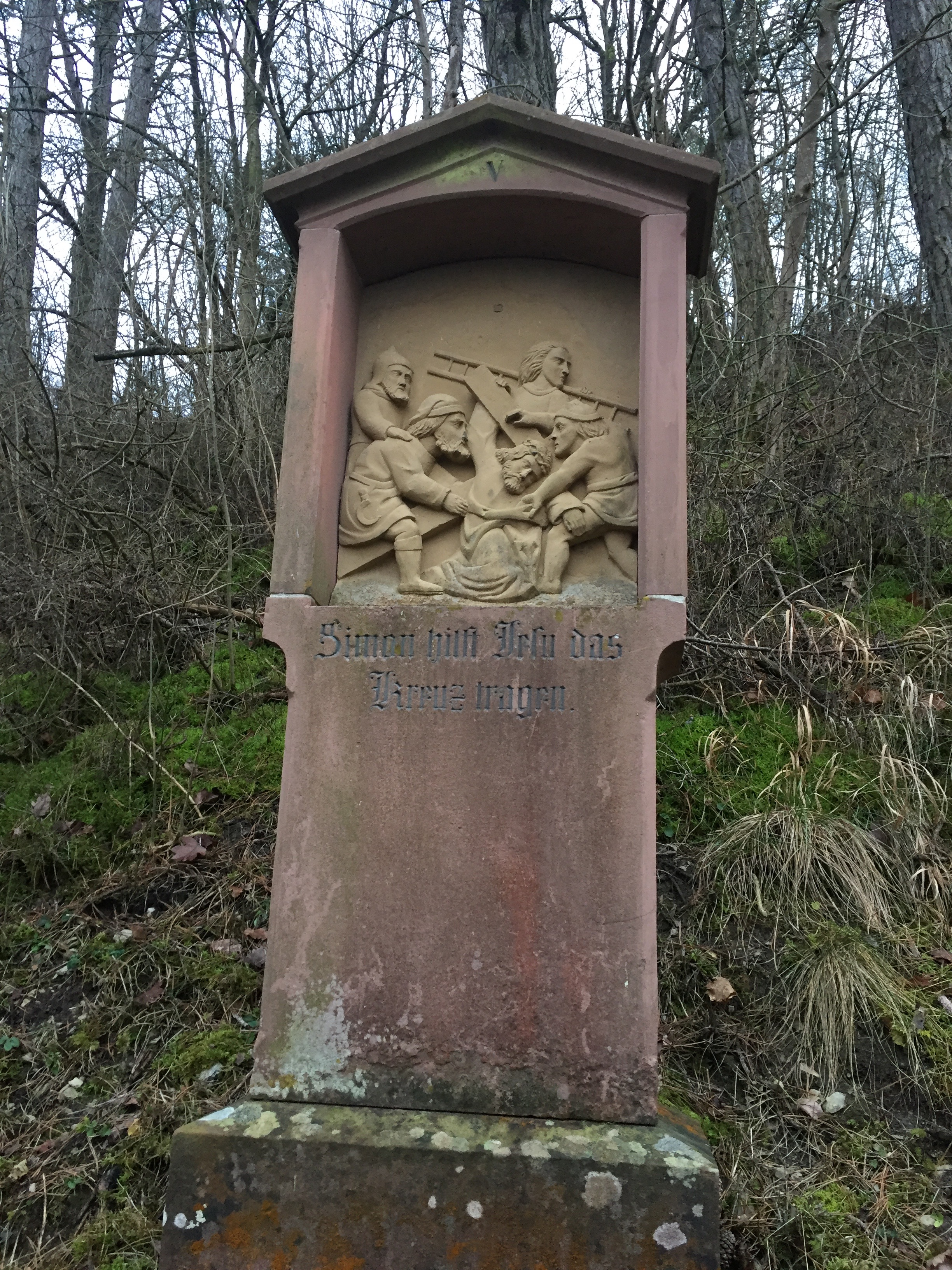
V. Simon von Cyrene hilft Jesus das Kreuz tragen
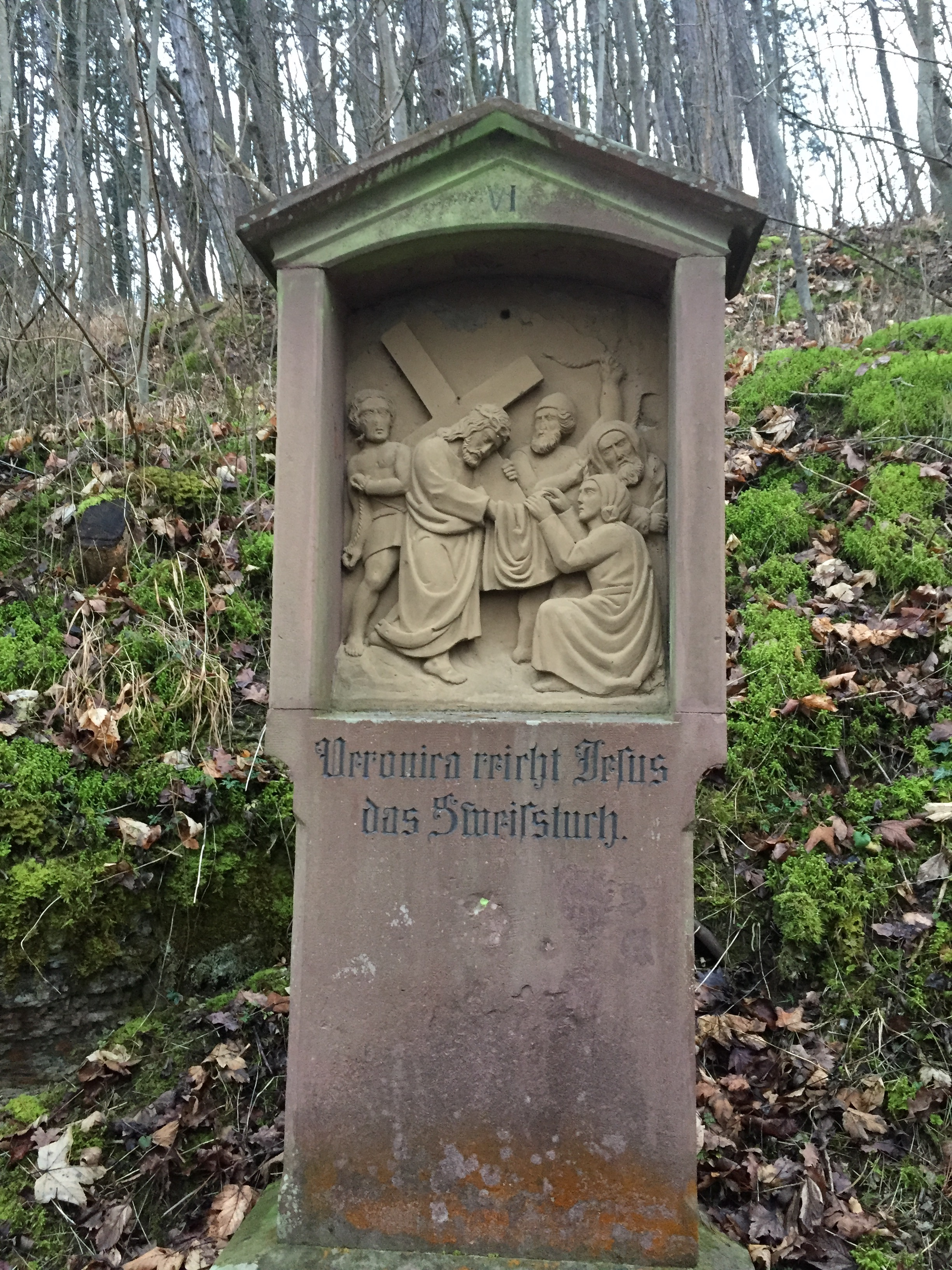
VI. Veronika reicht Jesus das Schweißtuch
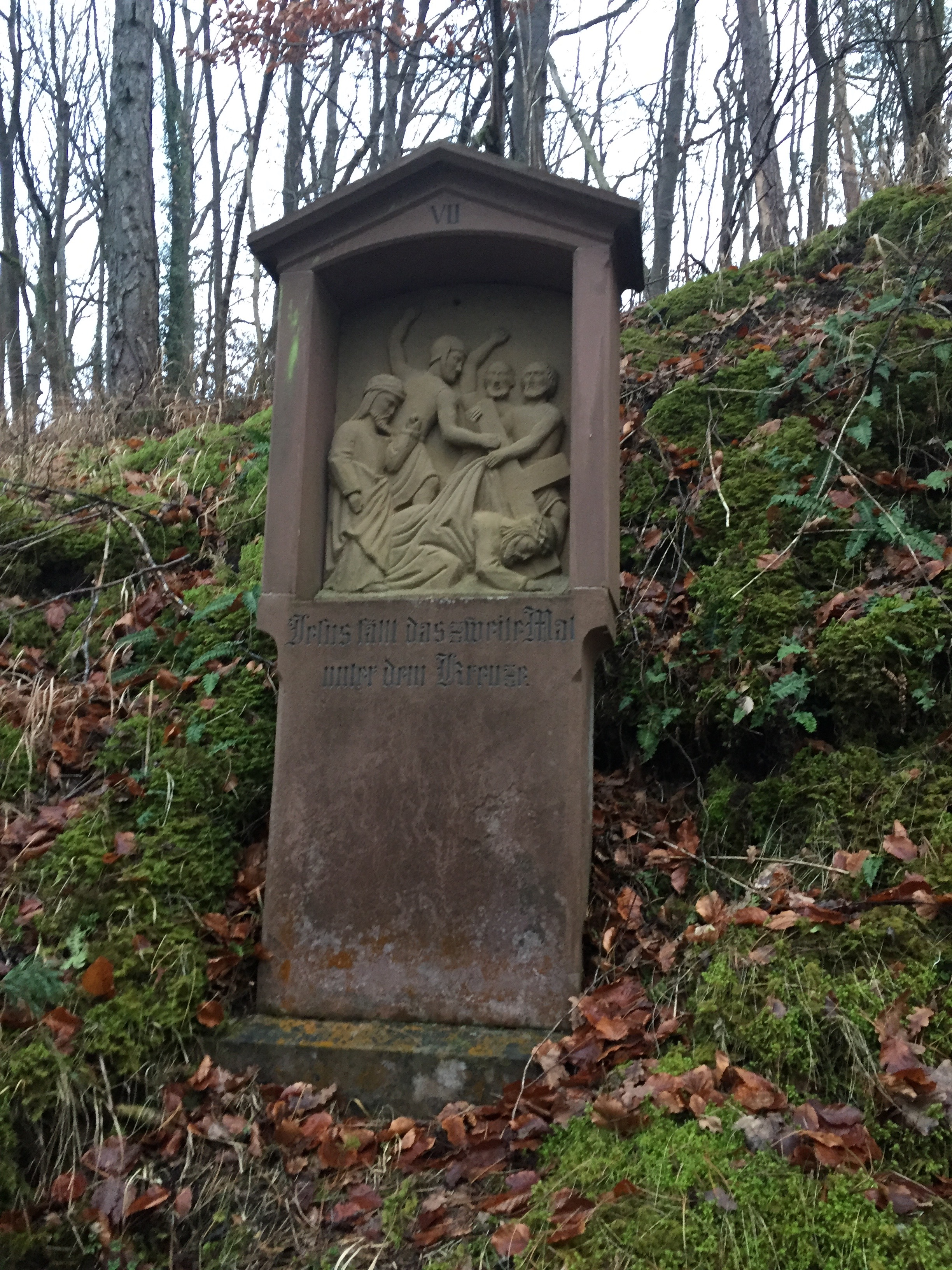
VII. Jesus fällt zum zweiten Mal unter dem Kreuze
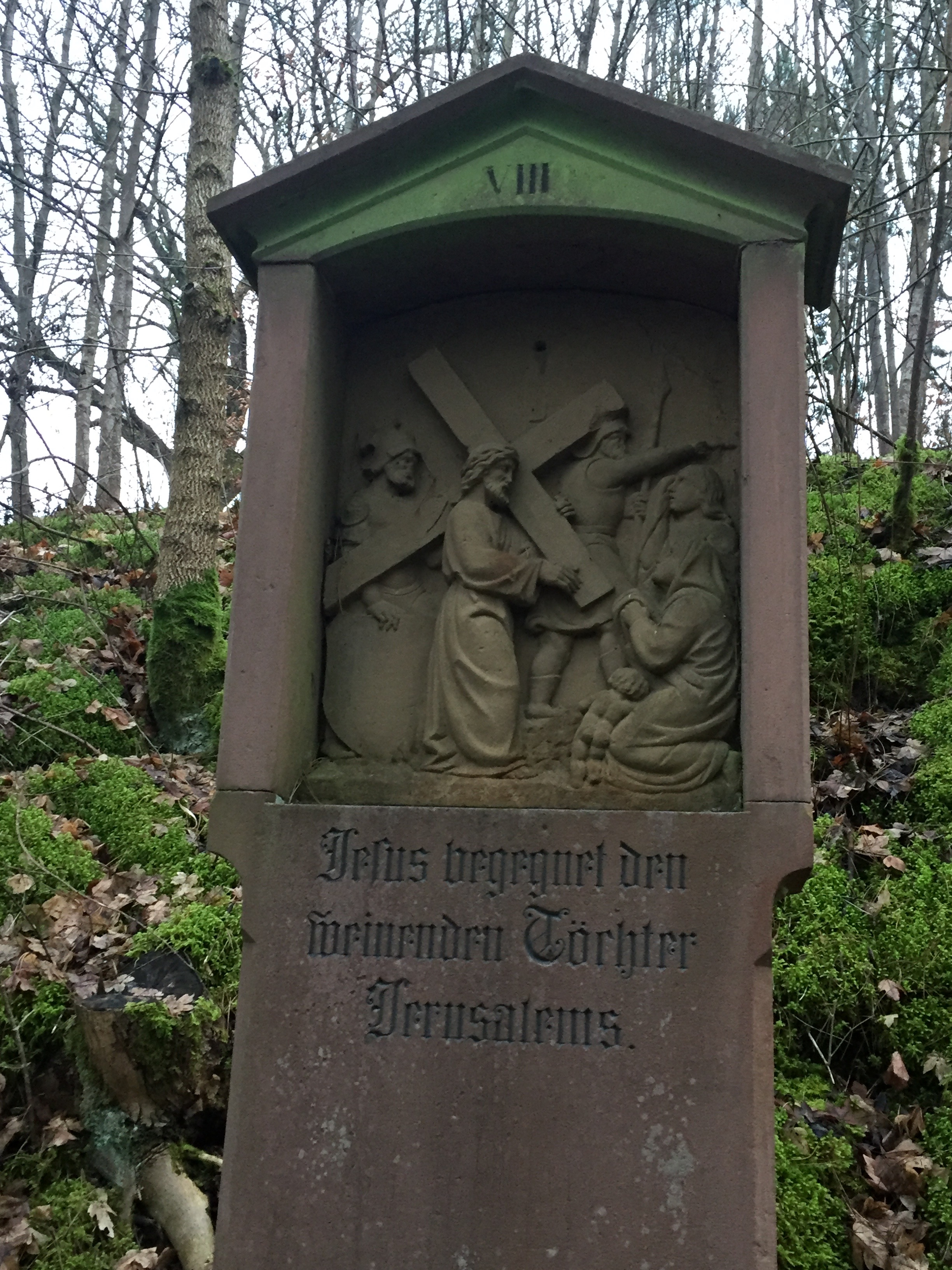
VIII. Jesus tröstet die weinenden Frauen von Jerusalem
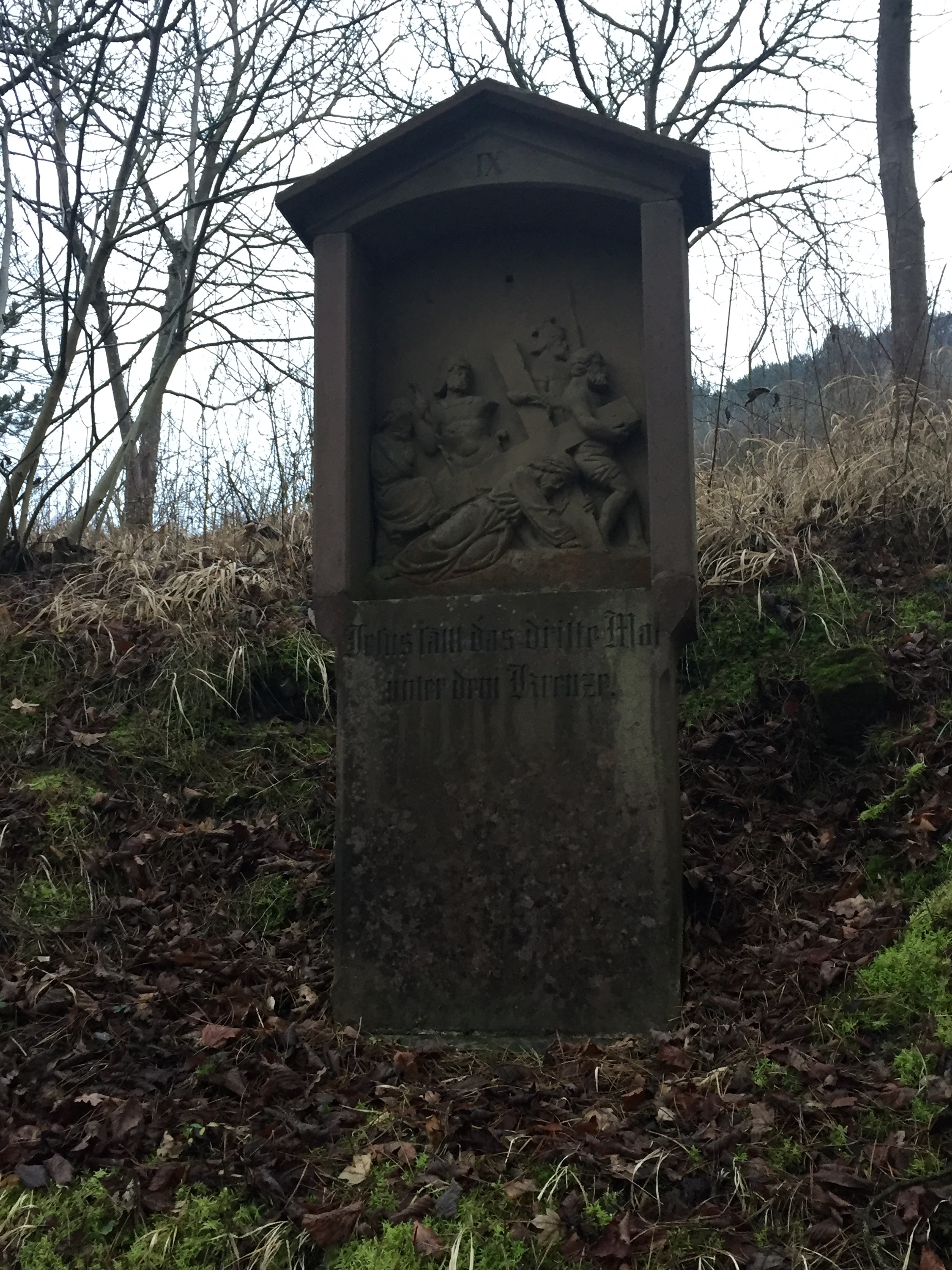
IX. Jesus fällt zum dritten Mal unter dem Kreuze
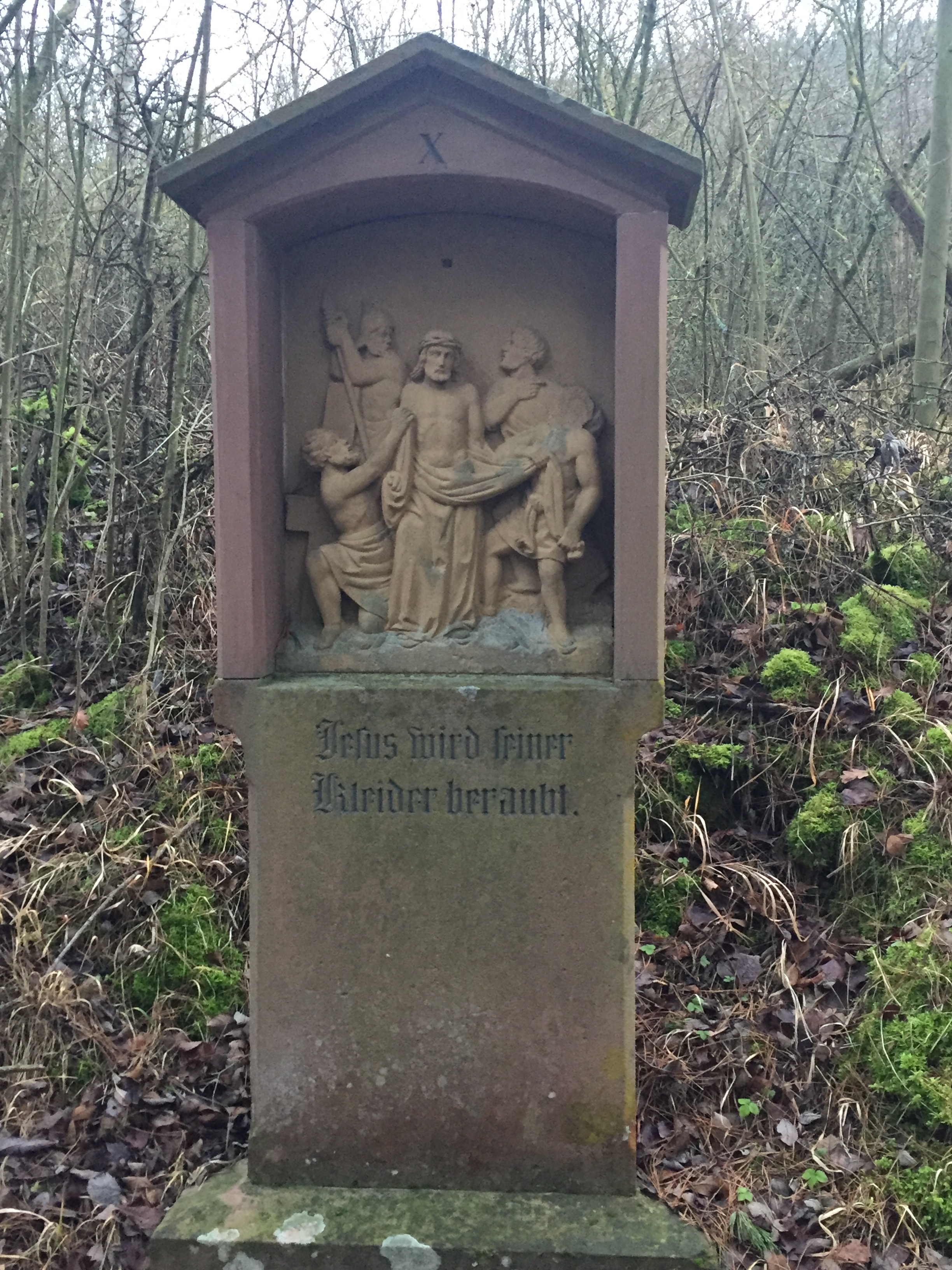
X. Jesus wird seiner Kleider beraubt
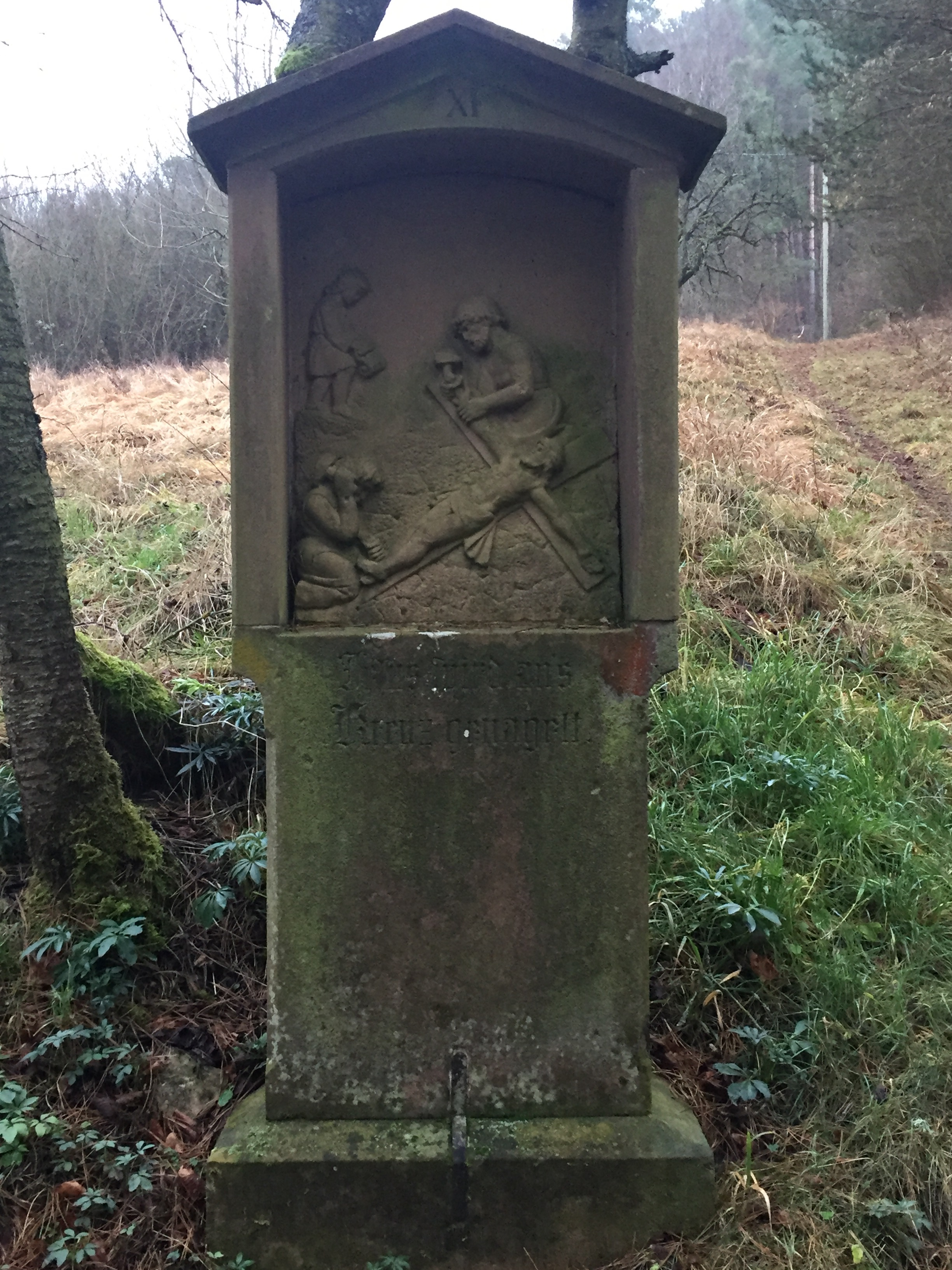
XI. Jesus wird an das Kreuz genagelt
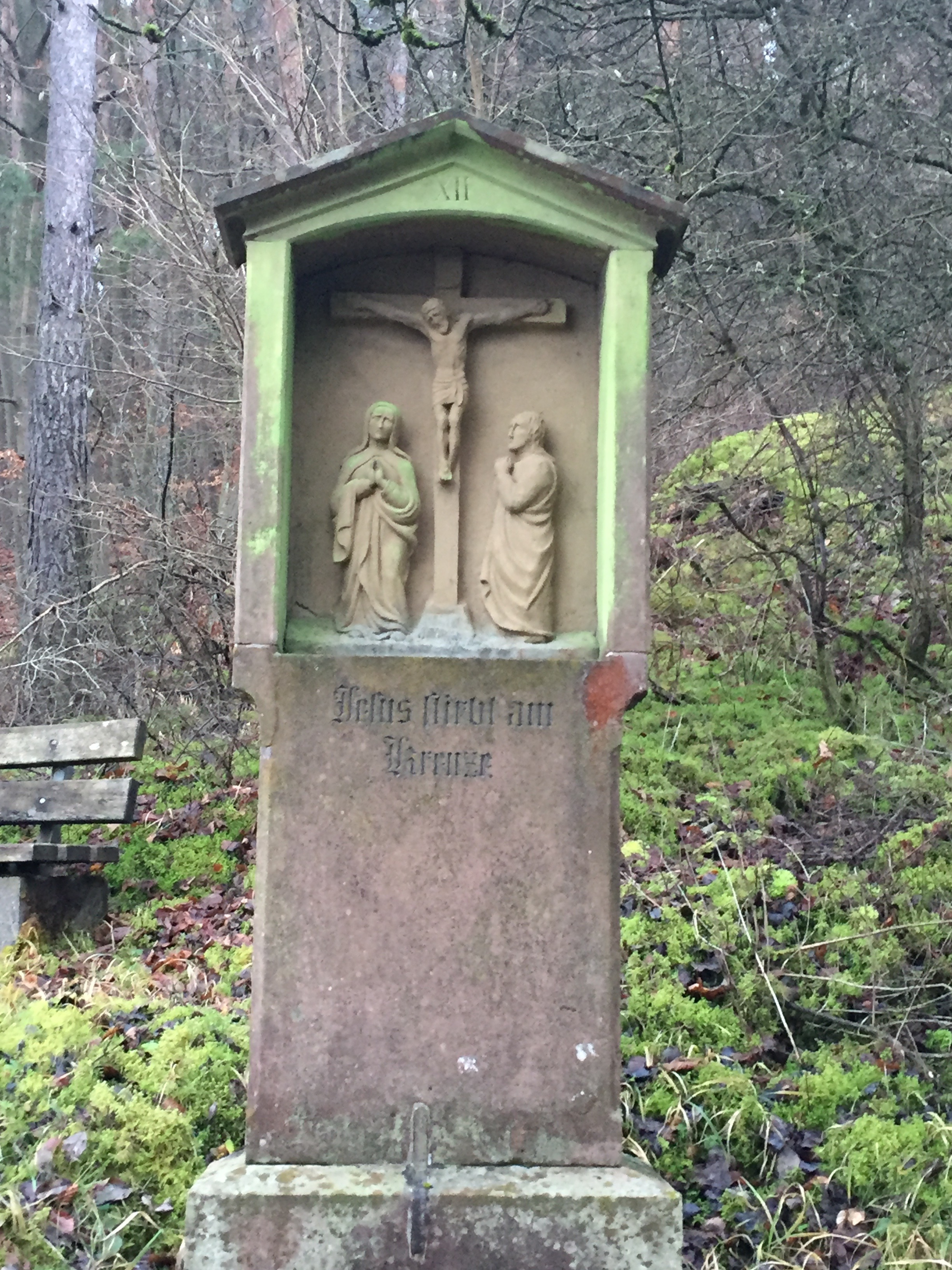
XII. Jesus stirbt am Kreuze
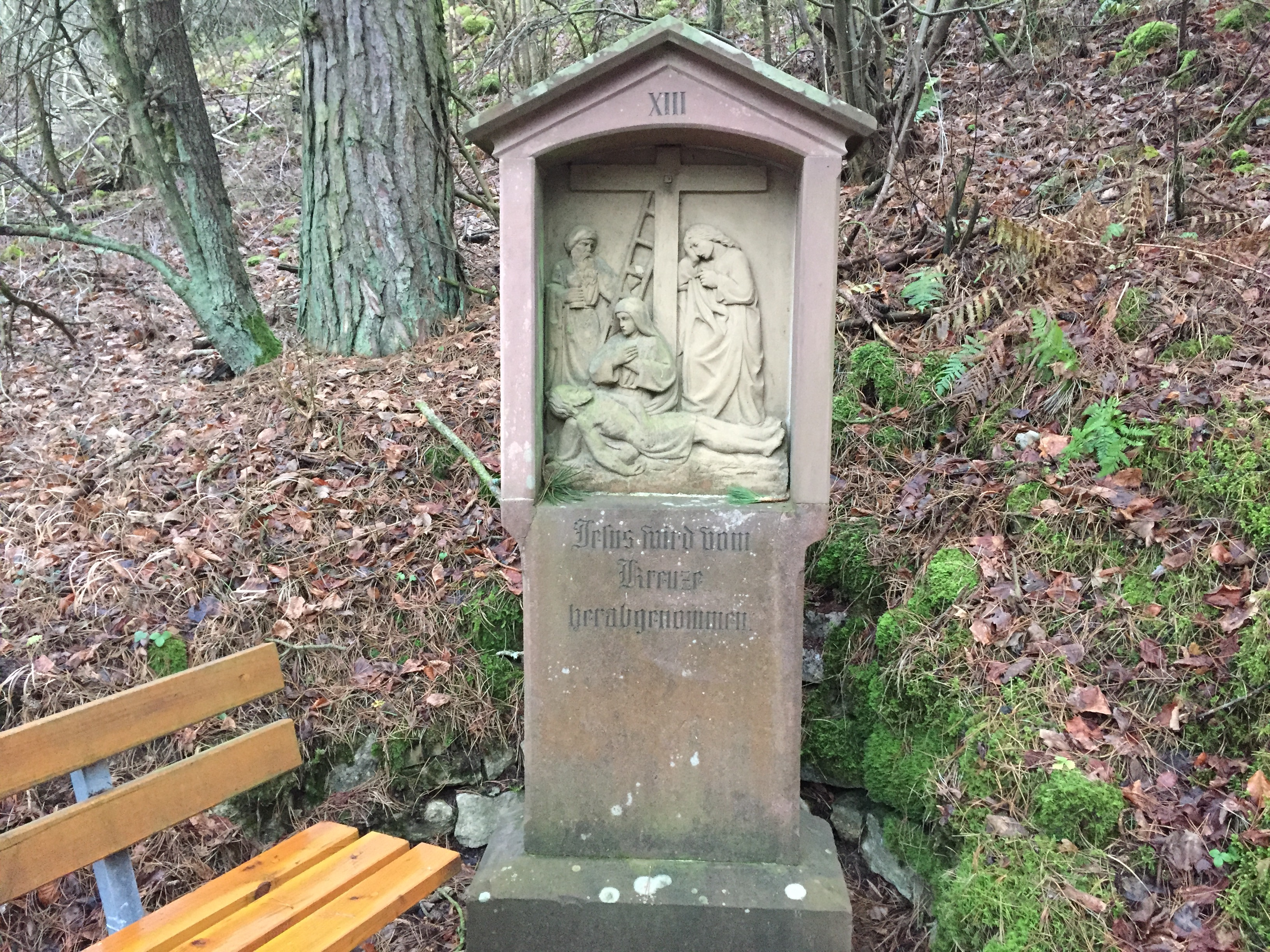
XIII. Der Leichnam Jesu wird vom Kreuze abgenommen
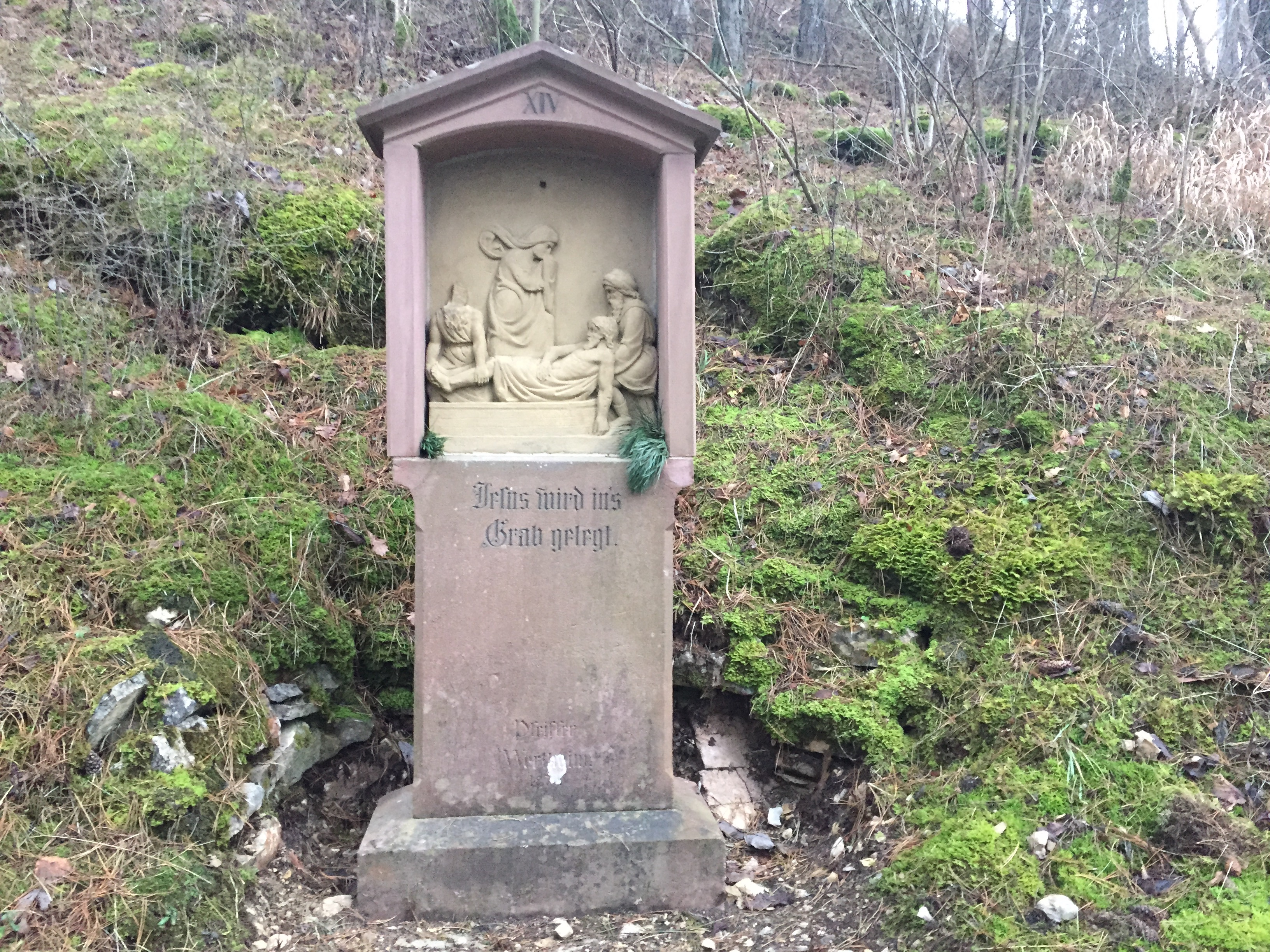
XIV. Jesus wird in das Grab gelegt